# سالینرو
سالینرو (با نام پیشین کلتک سالینرو یا جستشن سالینرو) یک اسب اخته بود که توسط سوارکار هلندی درساژ انکی فان گرونسون مورد استفاده قرار می‌گرفت.این اسب ابتدا برای مسابقات پرش در نظر گرفته شده بود و برادر یکی
از اسبهای المپیکی مسابقات پرش با نام سون آپ بود. تا زمانی که شف یانسن به استعداد نهفتهٔ این اسب برای مسابقات درساژ پی برد و این اسب را برای یک آمریکایی خریداری کرد و پس از آنکه این اسب در مراحل ابتدایی استعداد خود را خوب نشان داد یانسن و همسرش این اسب را برای خود خریداری کردند.
از آن پس انکی فان گرونسون با سالینرو موفقیت‌های زیادی را بدست آورد و مدال طلای انفرادی ۲۰۰۴ و ۲۰۰۸ بازیهای المپیک و بسیاری از مسابقات بین‌المللی جایزه بزرگ را با همین اسب بدست آورد. به همراه سالینرو انکی فان گرونسون مسابقات ۲۰۰۴ آخن نخستین سوارکار هلندی بود که در این مسابقات برده شد.
در اواخر سال ۲۰۰۸ سالینرو تحت نام «آی‌پی‌اس سالینرو» و با تغییر از نام کلتک سالینرو یا جستشن سالینرو به رقابت پرداخت.
سالینرو یک اسب بسیار حساس بود و در ابتدای دوران حضور در مسابقات جایزه بزرگ نیز می‌توانست بسیار خشن شود. با این وجود پس از بالغ شدن و این اسب آرامتر شد و امتیازاتش نیز بهبود یافت.
این اسب در سن ۱۶ سالگی (و در سال ۲۰۱۰) از حضور در مسابقات بزرگ بازنشسته شد. با وجود این به دلیل مصدومیت اسب انکی فان گرونسون با نام آی‌پی‌اس یوپیدیو باعث شد که فان گرونسون سالینرو را به مسابقات برای حضور در بازیهای المپیک ۲۰۱۲ بازگرداند. این بازگشت در شو بزرگ سی دی آی او((۲۶–۲۹ آوریل ۲۰۱۲) بود که در مجموع در رتبه دوم قرار گرفت.
در ۲۴ ژوئن ۲۰۱۲ سالینرو و انکی فان گرونسون به‌طور رسمی به تیم المپیک درساژ ۲۰۱۲ هلند در کنار ادلین گورنلیسن (با اسب پارزیوال) و ادوارد گل (با اسب آندر کاور) اضافه شدند.علی‌رغم آنکه شف یانسن مربی تیم شب گذشته بیمار شده بود اما عملکرد انکی فان گرونسون و سالینرو باعث شد تا تیم هلند در تاریخ ۲ اوت ۲۰۱۲ مدال برنز تیمی را بدست بیاورد. آخرین باری که سالینرو در بازیها شرکت کرد در مسابقات انفرادی درساژ و در تاریخ ۹ اوت ۲۰۱۲ بود که این اسب ۱۸ ساله امتیاز ۸۲٫۰۰۰٪ را بدست آورد و در مقام ششم قرار گرفت و پس از پایان رقابتها فان گرونسون نپذیرفت تا در کنار سالینرو قرار بگیرد. سالینرو بازنشت شد تا در مرتع محل زندگی فان گرونسون در هلند زندگی خود را سپری کند. مراسم رسمی بازنشستگی این اسب در هلند برگزار شد.